# Orebitas

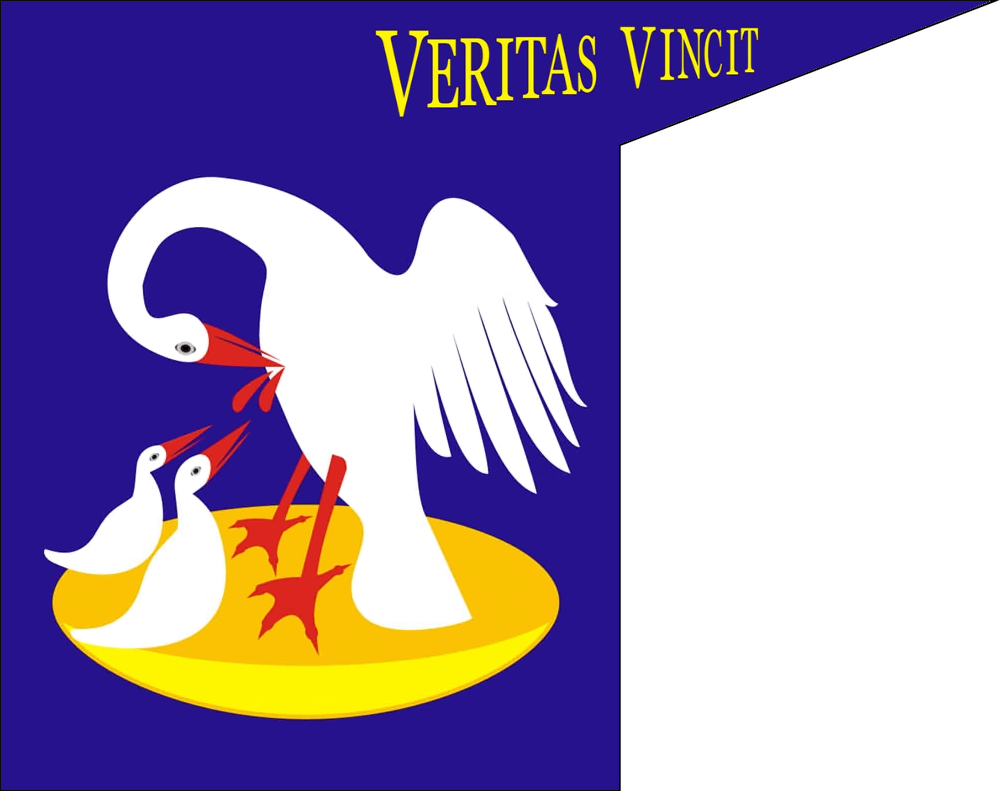
Estandarte com pelicano usado pelos Orebitas, mais tarde chamados de Órfãos (cores hipotéticas)

Orebitismo era uma movimento religioso criado como resultado das atividades do clero Hussita no leste da Boêmia com o centro principal e o ponto de encontro no Monte Oreb perto de Třebechovice, onde milhares de crentes se reuniram para ouvir o sermão e receber a Sagrada Comunhão em duas formas.
Os orebitas eram chefiados pelo padre Ambrose Hradecký.
Quando Jan Žižka se juntou aos orebitas em 1421, o movimento se transformou em uma organização militar radical composta de unidades armadas fanáticas. Os Orebitas se propuseram a usar a força militar para difundir as opiniões professadas e a luta armada contra os oponentes religiosos.
Após a morte de Jan Žižka em 1424, os orebitas se fundiram com o movimento órfão.

## Tese
Após a adoção de quatro artigos de Praga, os orebitas adotaram pontos de vista radicais semelhantes aos dos taboritas. Eles reconheceram que as leis divinas deveriam ser a única norma das relações humanas e que a Igreja deveria retornar aos tempos apostólicos. Porém diferente dos taboritas, a tese dos orebitas era totalmente oposta no quesito de comunidade comunal.
Eles adotaram sua própria doutrina baseada exclusivamente nas Sagradas Escrituras e organizaram uma comunidade de cidades tchecas com o centro principal em Hradec Králové.